# SC船団
SC船団とは、第二次世界大戦中に北大西洋で運航された連合国側の護送船団である。
SC船団は、ケープ・ブレトン島のシドニーからイギリスの港、主にリヴァプールへ向かう、東行きの低速船団であった。アメリカ合衆国の参戦後は船団の出発地はニューヨークに変更された。しかし、それも船舶の渋滞のために変更となり、次はノバスコシア州のハリファックスになった。出発地が変わっても名称はSCのままであった。
SC船団は1939年9月から1945年5月までの間運航された。ただし1944年の夏は多くの護衛艦艇がノルマンディー上陸作戦に投入されたため、この期間は東行きの船団はすべてHX船団として運航され、船団の規模は倍となった。
戦争中に177のSC船団が運航された。船の総数は合計6,806隻であった。3つの船団が航海を完了できなかった。SC52船団は出発後すぐに攻撃を受け引き返さざるを得なくなった。SC62船団とSC63船団は悪天候のためばらばらになってしまい、船団の船は単独で航行することとなった。
29の船団が攻撃され、145隻が失われた（ただし、これには船団からはぐれた船は含まれていない）。事故でさらに18隻が失われた。
SC船団は速力8ノット以下の船で構成された低速の船団のため、攻撃を受けやすかった。6隻以上の船が失われた40の船団のうち、11がSC船団であった。

## 攻撃を受けた主なSC船団
- SC7船団（英語版） - 1940年10月にUボートの攻撃を受けた。20隻が沈み、船舶の損失が最大の日となった。
- SC112船団（英語版） - 1943年3月にUボートに攻撃された。HX229船団の戦闘も含め、大西洋での船団を巡る戦闘で最大のものであった。
- SC130船団（英語版） - 1943年5月にUボートに攻撃された。この船団はUボートの撃退に成功し、5隻のUボートを撃破して損害は0隻であった。